# 부활초

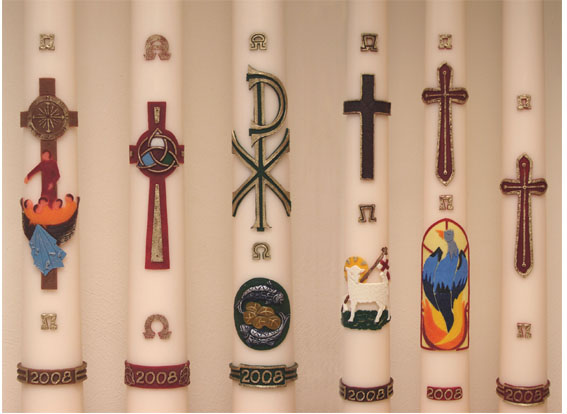
네덜란드의 여러 부활초들

부활초(復活-, paschal candle)는 서방 기독교(로마 가톨릭교회, 성공회 연합, 루터교회, 감리교회 등)의 전례에 쓰이는 희고 커다란 양초이다. 새로운 부활초가 매해 부활절에 켜지며 세례와 장례식 등 특수한 시기에도 사용된다.

## 용어
부활초의 영어 낱말 paschal은 라틴어 Pascha에서 온 것으로, 이는 히브리어 Pesach에서 비롯되었고 이는 히브리어로 유월절을 의미한다. 이스터 캔들(easter candle), 크라이스트 캔들(Christ candle)이라고도 부른다.

## 같이 보기
- 부활초족